# Notommata galena
Notommata galena är en hjuldjursart som beskrevs av Harry K. Harring och Myers 1922. Notommata galena ingår i släktet Notommata och familjen Notommatidae.

## Underarter
Arten delas in i följande underarter:
- N. g. codonella
- N. g. galena